# 異斑蟾杜父魚
異斑蟾杜父魚，為輻鰭魚綱鮋形目杜父魚亞目隱棘杜父魚科的其中一種，為深海魚類，分布於西南太平洋紐西蘭海域，棲息深度262-290公尺，棲息在底層水域，生活習性不明。